# Wennigser Mark

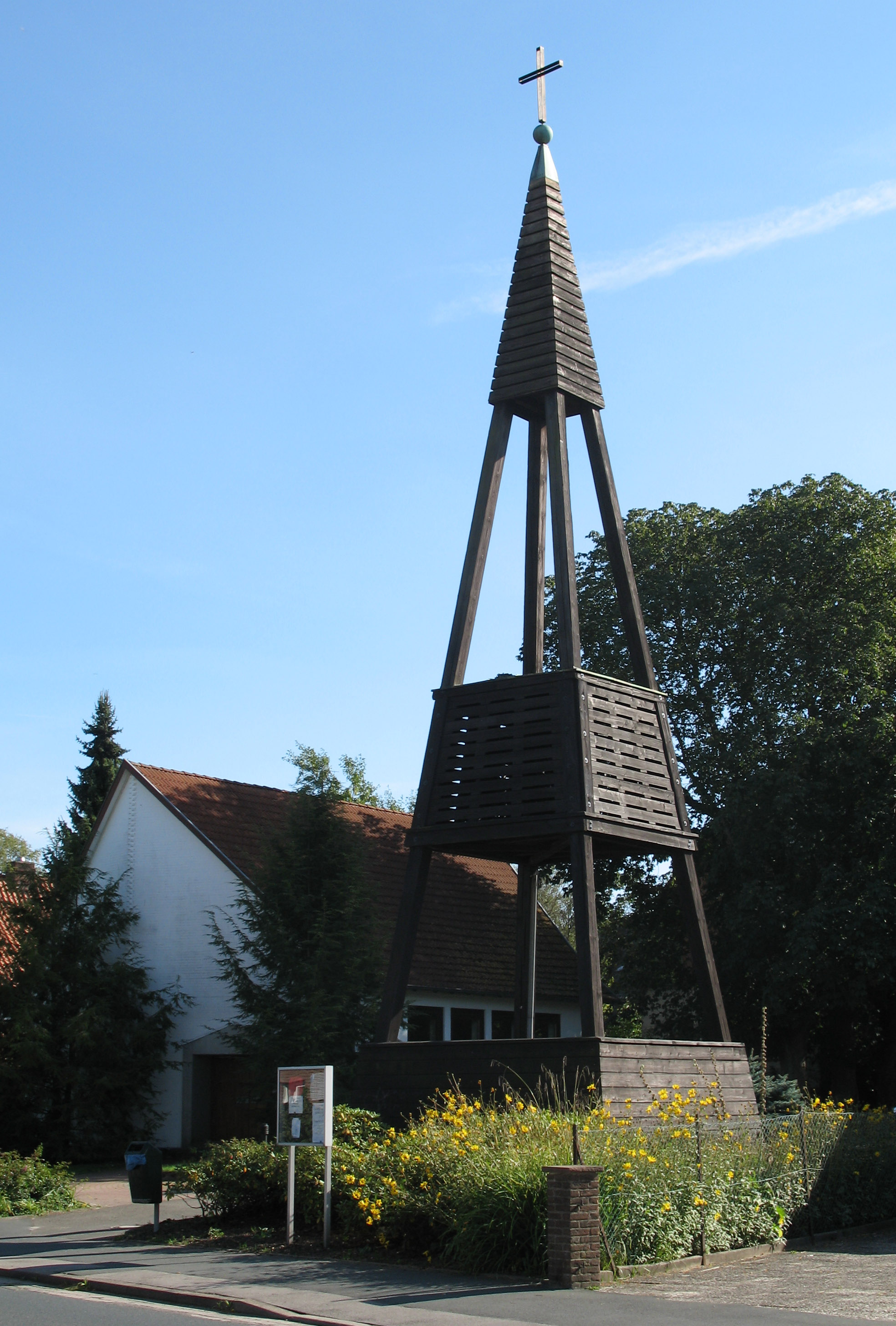
Corvinus-Zentrum in Wennigser Mark

Die Wennigser Mark ist ein Ortsteil der Gemeinde Wennigsen (Deister) in der Region Hannover.

## Geschichte
Seit dem  17. Jahrhundert wurde am Bröhn im Deister Steinkohle gefördert. Die Transportwege der zahlreichen kleinen Gruben und Schächte der Gegend liefen am Georgsplatz zusammen. 1845 wurde hier am Zulauf des Forellenbachs ein nach dem späteren König Georg V. benanntes Jagdschloss errichtet.
Die später als Forsthaus genutzten Gebäude gegenüber dem als Versammlungsplatz dienenden Toppiusplatz wurden die älteste Ortslage des Ortsteils.
Ab 1875 entstand etwa einen Kilometer nördlich eine Siedlung entlang der Landstraße von Wennigsen nach Egestorf.
Sie wurde von Bergleuten besiedelt, die des langen Weges zur Arbeit von Wennigsen aus zum Wilhelmstollen oberhalb von Egestorf überdrüssig waren. Der erste von ihnen war Georg Bullerdieck, er baute sein Haus am äußersten Ende der Gemarkung Wennigsens, an der Grenze zu Egestorf. Dieses Haus steht heute in der Egestorfer Straße 33.
Bereits in den 1920er Jahren wurde die Gegend dann bevorzugt von reichen Hannoveranern als Platz für den Zweitwohnsitz gewählt. Auch später zog die Nähe zur Natur am Rande des Deisters viele neue Siedler an, allein bis zum Entstehen eines eigenständigen Ortsteils im Zuge der Gebietsreform 1970 wurden noch einmal über 100 neue Häuser gebaut.
Auf dem Gelände der ehemaligen Zündschnurfabrik am Georgsplatz wurde 1933 eine Gauführerschule des NSDAP gegründet, die bis 1945 bestand und danach als Altersheim diente.
Die von 1963 bis 1997 bestehende Polizeiausbildungsstelle für Technik und Verkehr Niedersachsen hatte ihren Sitz im Ort.

## Politik
Die Wennigser Mark verfügt als Ortschaft der Gemeinde Wennigsen (Deister) über einen Ortsrat.
Bei der Ortsratswahl 2016 erzielte die SPD 3 und die CDU 2 Mandate.
Ortsbürgermeister ist Holger Dorl (SPD).

### Wappen
Das Wappen zeigt einen Hirschkopf als Symbol für die Nähe zum Deister sowie Schlägel und Eisen – die Werkzeuge der Bergleute.

### Gemarkung
Im Grundbuch hat die Wennigser Mark keine eigene Gemarkung. Der Großteil des Ortes liegt in der Gemarkung Wennigsen. Einige Straßen am Nordrand des Ortes liegen in der Gemarkung Degersen.

## Kultur und Sehenswürdigkeiten
- Liste der Baudenkmale in Wennigser Mark

## Wirtschaft und Infrastruktur
Die Wennigser Mark ist durch eine Buslinie innerhalb des Großraum-Verkehr Hannover an Wennigsen bzw. Barsinghausen angebunden. In Wennigsen ist die Buslinie auf die Fahrzeiten der S-Bahn abgestimmt, so dass ein Umsteigen ohne lange Wartezeiten möglich ist. Morgens fährt eine Linie weiter nach Gehrden, so dass die Schüler des dortigen Gymnasiums nicht umsteigen müssen. Der Bahnhof von Egestorf befindet sich knapp außerhalb der Gemeindegrenze und erschließt den Ort mit.
Die Radwegverbindung nach Wennigsen ist im August 2011 nach mehr als 30-jähriger politischer Diskussion eröffnet worden. Von der Wennigser Mark führt eine der steilsten, jedoch für den Kraftfahrzeugverkehr gesperrten Straßen, die Forellenbachstraße, auf den Deisterkamm, die von sportlich ambitionierten Radfahrern genutzt wird. Die mittlere Steigung der 2,6 Kilometer langen Straße liegt knapp über 10 Prozent. Am südlichen Ortsrand verläuft der Deisterkreisel, ein Radtourenweg, der um den Großen Deister herumführt.

## Persönlichkeiten
- Heinz Erhardt (1909–1979), deutscher Komiker, Musiker und Schauspieler, lebte von 1919 bis 1924 zeitweilig in der Wennigser Mark.
- Gesine Meißner, deutsche Politikerin, MdEP (FDP).
- Hellmut Glubrecht (1917–2009), Professor und Gründer des ISFH (Institut für Solarforschung Hameln) in Emmerthal.